# 小叶悬钩子
小叶悬钩子又名台湾莓（学名：Rubus taiwanicolus）是蔷薇科悬钩子属的植物，为台灣的特有植物。分布于台灣本島，生长于海拔1,500米至3,000米的地区，常生长在向阳山地，目前尚未由人工引种栽培。

## 别名
- 台湾莓（台湾植物志）
- 虎莓刺(hó͘-m̄-chhì)、刺莓(chhì-mûi) （臺灣植物名彙）